# أربوغا

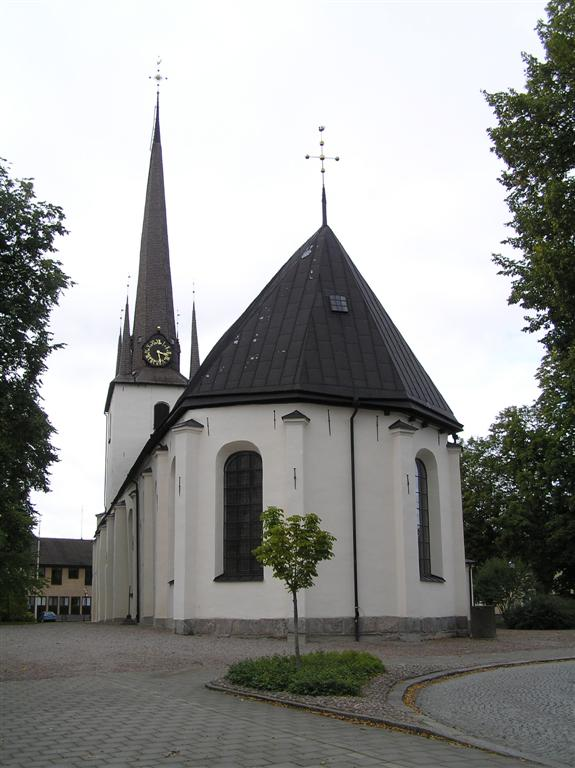
إحدى الكنائس في مدينة أربوغا

أربوغا (بالسويدية arboga) وهي مدينة سويدية تقع في محافظة فيستمانلاندس بمقاطعة فيستمانلاند إلى الغرب من مدينة ستوكهولم يبلغ عدد سكان مدينة أربوغا حوالي 10600 نسمة حسب إحصائيات عام 2005.

## أعلام
- ألكسندر غوستافسون
- ليف أندرسون
- كينت كارلسون
- بينغت يوهانسون
- كارل لودفيغ، الأمير بادن الوراثي
- كريستير اولسون
- بيبي جونز
- نيلز إكلوف